# Церковь Воскрешения Лазаря
Церковь Воскрешения Лазаря — православный храм на острове Кижи в Карелии. Находится в секторе «Русские Заонежья» Государственного историко-архитектурного музея «Кижи». Наряду церковью Ризоположения из села Бородава считается одним из древнейших сохранившихся деревянных храмов России. Входит в состав патриаршего Спасо-Кижского подворья.

## История
По преданию, церковь в честь Воскрешения Лазаря была построена во второй половине XIV века основателем Муромского монастыря преподобным Лазарем Муромским. Преподобный Лазарь скончался в 1391 году на 105-м году жизни и был похоронен возле алтаря храма. В 1811 году на его могиле сооружена часовня. Научные исследования датировали храм в диапазоне от XIV до XVI века. Согласно компромиссной версии, в XIV веке были построены основное и алтарное помещения, а каркасные сени пристроены в XVI веке. На сайте музея-заповедника Кижи датой постройки указан XV век.
Со временем в Муромском монастыре появились церковь Успения Пресвятой Богородицы и церковь Рождества Иоанна Предтечи, а церковь Воскрешения Лазаря оказалась за монастырём «на Гробище», то есть на кладбище. В середине XV века упоминается, что игумен Афанасий, приемник преподобного Лазаря, «похоронен не на кладбище возле церкви Воскресения, а в самом монастыре».
Упоминается в писцовых книгах Юрия Сабурова 1496 года, Андрея Плещеева 1583 года, князя Ивана Долгорукого и подъячего Посника Ракова 1628 года. В последней указано, что храм клетского типа, а также впервые описан интерьер: «А в церкви образов: образ месный Лазарево Воскресенье на краске; образ Пречитыя Богородицы Одигитрия на краске; Деисус и двери царские и сень и столбцы на краске; да в алтаре за престолом образ Пречистыя Богородицы Одигитрия, а на другой стороне образ Николая Чудотворца на краске; крест выносной на краске; индитья и покров крашенинные».
В 1788 году, в связи с обветшанием зданий монастыря, он был упразднён, а храмы использовались как приходские. В 1867 году монастырь восстановлен по инициативе И. И. Малокрошечного. В 1875 году церковь Воскресения Лазаря обнесена оградой. В 1870-х годах архитектор Лев Даль произвёл обмеры и нарисовал чертежи храма. В 1880-х годах над церковь заключена в часовню-футляр, иконостас подвергся изменениям, разобран притвор. В 1918 году монастырь закрыт советскими властями, а его имущество конфисковано.
В 1954 году Александр Ополовников подготовил проект реставрации храма. В 1959 году он был разобран и перевезён в музей-заповедник «Кижи». Длительное нахождение в футляре привело к появлению грибка. Сгнившие доски были заменены, а притвор восстановлен по чертежам Л. В. Даля.

## Работы по сохранению
| Год       | Выполненные работы: |
| --------- | --- |
| 1960      | Перевезена на остров Кижи. |
| 1961      | Восстановление с заменой деструктированных элементов. |
| 1975      | Химконсервация |
| 2005—2006 | Реставрация фундаментов, выравнивание сруба с подводкой части нижнего венца, реставрация кровли, главок с крестами, заготовка и установка лемеха на барабан, покрытие барабана лемехом; восстановление молниезащиты; изготовление и установка замка на двери притвора по сохранённым следам и аналогам. |
| 2016      | Ремонт крыльца |

## Архитектура
Храм состоит из трёх клетей различных размеров. Построен из сосны и осины. Стены рублены «в обло» с верхней припазовкой. Длина здания в осях составляет 8,8 м; ширина сеней — 3,6 м, средней клети — 3 м, алтаря — 2,25 м; высота сеней — 4,2 м, средней клети — 5,4 м, алтаря — 4,1 м; общая высота с крестом — 7,1 м. Основное церковное помещение и алтарь рублены из сосновых брёвен диаметром 18—22 см.